# Papp Károly (kanonok)
Papp Károly (1820. január 16. – Kiskomárom, 1895. augusztus 31.) alesperes-plébános és címzetes kanonok.

## Életútja
Felszenteltetett 1843. február 18-án, segédlelkész volt 1852-ben. Ezentúl plébániai adminisztrátor Szentgyörgyváron és 1858-tól ugyanott plébános, 1870-tól pedig Kiskomáromban, 1877-től alesperes, 1886-tól tiszteletbeli kanonok és 1890-től szentszéki ülnök.

## Munkája
- Egyházi beszéd, melyet Szent István Magyarország első apostoli királyának ünnepén Bécsben a nt. kapuczinus atyák templomában 1879. Kisasszony hava 24. mondott. Bécs, 1879.

## Forrás
- Szinnyei József: Magyar írók élete és munkái X. (Ótócska–Popea). Budapest: Hornyánszky. 1905.